# 1991年オーストラリアグランプリ
1991年オーストラリアグランプリ（1991 Australian Grand Prix）は、1991年F1世界選手権の最終戦として、1991年11月3日にアデレード市街地コースで決勝レースが開催された。

## 概要
フェラーリはこのレースの前にチーム批判を繰り返し「今のフェラーリは赤いカミオン（大型トラック）だ」とマスコミに喋ったアラン・プロストを解雇。代わりにジャンニ・モルビデリをエントリーした。フェラーリのマネージングディレクターのクラウディオ・ロンバルディは「プロストはチームの外に向けて、致命的なコメントを出しすぎた」と語った。
モルビデリがフェラーリへ移籍したことで空いたミナルディのシートには、9月にベネトンを放出されていたロベルト・モレノが収まった。また、前戦日本GP予選でクラッシュし足を骨折したエリック・ベルナールに代わり、ベルギーGP前の傷害事件をきっかけに収監されジョーダンのシートを失ったベルトラン・ガショーがラルースに加入（保釈され鈴鹿を訪れていた際にラルースと交渉した。）、F1へ復帰した。

### 決勝
決勝日はスタート進行直前に雨が降り出した。雨脚は激しさを増す一方だったが、スタート進行は着々と進んだ。スタート直前、このレースがドライバーとして最後のレースとなる中嶋悟は、1989年のレース(自身のファステストラップ記録と4位入賞)を思い出し、「あの時と同じ風が吹いている」とうそぶいた。
そのまま豪雨の中でスタートしたが、コース上は全く視界が無い状態だった。
3周目、ティエリー・ブーツェンに中嶋が接触。中嶋のティレル・020は左フロントウィングを失ってしまう。
中嶋は4周目ピットインし、ノーズコーンを交換するが、翌5周目、1コーナーにてハイドロプレーニングにより単独スピン。リアウィングを破損しそのままキルスイッチを扱いリタイアした。
その後も天候は悪化し続け、中嶋と接触したブーツェン、ジャン・アレジ、ニコラ・ラリーニ、ミハエル・シューマッハ等が続々スピン・クラッシュ、リタイアしていった。
水量の激しさによりマウリシオ・グージェルミンに至っては、ピットインの最中にピットレーン入口にあるヘアピンカーブでスピン、ウォールに激突するという前代未聞のクラッシュを起こし、ナイジェル・マンセルは激しくウォールにヒット、脚を痛めマシンから自力で降りられなくなった。
この光景に、トップを走っていたアイルトン・セナは走行するコクピット内から身を乗り出し片手を大きく振りレース中断を訴え、レーススチュワードは17周目に赤旗を掲示、レースは中断された。
天候の回復を待ち、再スタートのディレイが続けられたが、天候の回復が見込めないと判断されレースはそのまま中止。競技としては14周終了時点の順位でレース成立となった。全周回数の75％未満での終了のため、規定により与えられるポイントは半分になった。ハーフポイント規定の適用は1984年モナコGP以来となった。
ゲルハルト・ベルガーがホームストレート上で派手にスピンをした際、フジテレビ実況の三宅正治はその様子を「スケートリンク」と形容した。
14周でのレース成立は長らく史上最短のF1世界選手権レースとして記録されていたが、2021年ベルギーGP（1周で成立）にて30年ぶりに更新された。

## 結果

### 予備予選結果
| 順位 | No | ドライバー             | コンストラクタ           | タイム   |
| ---- | -- | ---------------------- | ------------------------ | -------- |
| 1    | 7  | マーティン・ブランドル | ブラバム・ヤマハ         | 1'17.707 |
| 2    | 10 | アレックス・カフィ     | フットワーク・フォード   | 1'18.007 |
| 3    | 8  | マーク・ブランデル     | ブラバム・ヤマハ         | 1'18.049 |
| 4    | 9  | ミケーレ・アルボレート | フットワーク・フォード   | 1'18.051 |
| DNPQ | 14 | ガブリエル・タルキーニ | フォンドメタル・フォード | 1'18.184 |
| DNPQ | 31 | 服部尚貴               | コローニ・フォード       | 1'22.852 |

### 予選結果
| 順位 | No | ドライバー                   | コンストラクタ           | タイム   | 差     |
| ---- | -- | ---------------------------- | ------------------------ | -------- | ------ |
| 1    | 1  | アイルトン・セナ             | マクラーレン・ホンダ     | 1'14.041 | —      |
| 2    | 2  | ゲルハルト・ベルガー         | マクラーレン・ホンダ     | 1'14.385 | +0.344 |
| 3    | 5  | ナイジェル・マンセル         | ウィリアムズ・ルノー     | 1'14.822 | +0.781 |
| 4    | 6  | リカルド・パトレーゼ         | ウィリアムズ・ルノー     | 1'15.057 | +1.016 |
| 5    | 20 | ネルソン・ピケ               | ベネトン・フォード       | 1'15.291 | +1.250 |
| 6    | 19 | ミハエル・シューマッハ       | ベネトン・フォード       | 1'15.508 | +1.467 |
| 7    | 28 | ジャン・アレジ               | フェラーリ               | 1'15.545 | +1.504 |
| 8    | 27 | ジャンニ・モルビデリ         | フェラーリ               | 1'16.203 | +2.162 |
| 9    | 4  | ステファノ・モデナ           | ティレル・ホンダ         | 1'16.253 | +2.212 |
| 10   | 23 | ピエルルイジ・マルティニ     | ミナルディ・フェラーリ   | 1'16.359 | +2.318 |
| 11   | 22 | J.J.レート                   | ダラーラ・ジャッド       | 1'16.871 | +2.830 |
| 12   | 33 | アンドレア・デ・チェザリス   | ジョーダン・フォード     | 1'17.050 | +3.009 |
| 13   | 21 | エマニュエル・ピロ           | ダラーラ・ジャッド       | 1'17.342 | +3.301 |
| 14   | 15 | マウリシオ・グージェルミン   | レイトンハウス・イルモア | 1'17.344 | +3.303 |
| 15   | 9  | ミケーレ・アルボレート       | フットワーク・フォード   | 1'17.355 | +3.314 |
| 16   | 32 | アレッサンドロ・ザナルディ   | ジョーダン・フォード     | 1'17.362 | +3.321 |
| 17   | 8  | マーク・ブランデル           | ブラバム・ヤマハ         | 1'17.365 | +3.324 |
| 18   | 24 | ロベルト・モレノ             | ミナルディ・フェラーリ   | 1'17.639 | +3.598 |
| 19   | 34 | ニコラ・ラリーニ             | ランボ・ランボルギーニ   | 1'17.936 | +3.895 |
| 20   | 25 | ティエリー・ブーツェン       | リジェ・ランボルギーニ   | 1'17.969 | +3.958 |
| 21   | 12 | ジョニー・ハーバート         | ロータス・ジャッド       | 1'18.091 | +4.050 |
| 22   | 26 | エリック・コマス             | リジェ・ランボルギーニ   | 1'18.112 | +4.071 |
| 23   | 10 | アレックス・カフィ           | フットワーク・フォード   | 1'18.157 | +4.116 |
| 24   | 3  | 中嶋悟                       | ティレル・ホンダ         | 1'18.216 | +4.175 |
| 25   | 11 | ミカ・ハッキネン             | ロータス・ジャッド       | 1'18.271 | +4.230 |
| 26   | 16 | カール・ヴェンドリンガー     | レイトンハウス・イルモア | 1'18.282 | +4.241 |
| DNQ  | 30 | 鈴木亜久里                   | ローラ・フォード         | 1'18.393 | +4.352 |
| DNQ  | 7  | マーティン・ブランドル       | ブラバム・ヤマハ         | 1'18.855 | +4.814 |
| DNQ  | 35 | エリック・ヴァン・デ・ポール | ランボ・ランボルギーニ   | 1'19.000 | +4.959 |
| DNQ  | 29 | ベルトラン・ガショー         | ローラ・フォード         | 1'19.274 | +5.233 |

### 決勝結果
| 順位 | No | ドライバー                   | コンストラクタ           | 周回 | タイム/リタイア | グリッド | ポイント |
| ---- | -- | ---------------------------- | ------------------------ | ---- | --------------- | -------- | -------- |
| 1    | 1  | アイルトン・セナ             | マクラーレン・ホンダ     | 14   | 24'34.899       | 1        | 5        |
| 2    | 5  | ナイジェル・マンセル         | ウィリアムズ・ルノー     | 14   | + 1.259         | 3        | 3        |
| 3    | 2  | ゲルハルト・ベルガー         | マクラーレン・ホンダ     | 14   | + 5.120         | 2        | 2        |
| 4    | 20 | ネルソン・ピケ               | ベネトン・フォード       | 14   | + 30.103        | 5        | 1.5      |
| 5    | 6  | リカルド・パトレーゼ         | ウィリアムズ・ルノー     | 14   | + 50.537        | 4        | 1        |
| 6    | 27 | ジャンニ・モルビデリ         | フェラーリ               | 14   | + 51.069        | 8        | 0.5      |
| 7    | 21 | エマニュエル・ピロ           | ダラーラ・ジャッド       | 14   | + 52.361        | 13       |          |
| 8    | 33 | アンドレア・デ・チェザリス   | ジョーダン・フォード     | 14   | + 1'00.431      | 12       |          |
| 9    | 32 | アレッサンドロ・ザナルディ   | ジョーダン・フォード     | 14   | + 1'15.567      | 16       |          |
| 10   | 4  | ステファノ・モデナ           | ティレル・ホンダ         | 14   | + 1'20.370      | 9        |          |
| 11   | 12 | ジョニー・ハーバート         | ロータス・ジャッド       | 14   | + 1'22.073      | 21       |          |
| 12   | 22 | J.J.レート                   | ダラーラ・ジャッド       | 14   | + 1'38.519      | 11       |          |
| 13   | 9  | ミケーレ・アルボレート       | フットワーク・フォード   | 14   | + 1'39.303      | 15       |          |
| 14   | 15 | マウリシオ・グージェルミン   | レイトンハウス・イルモア | 13   | +1 Lap          | 14       |          |
| 15   | 10 | アレックス・カフィ           | フットワーク・フォード   | 13   | +1 Lap          | 23       |          |
| 16   | 24 | ロベルト・モレノ             | ミナルディ・フェラーリ   | 13   | +1 Lap          | 18       |          |
| 17   | 8  | マーク・ブランデル           | ブラバム・ヤマハ         | 13   | +1 Lap          | 17       |          |
| 18   | 26 | エリック・コマス             | リジェ・ランボルギーニ   | 13   | +1 Lap          | 22       |          |
| 19   | 11 | ミカ・ハッキネン             | ロータス・ジャッド       | 13   | +2 Laps         | 25       |          |
| 20   | 16 | カール・ヴェンドリンガー     | レイトンハウス・イルモア | 12   | +2 Laps         | 26       |          |
| Ret  | 23 | ピエルルイジ・マルティニ     | ミナルディ・フェラーリ   | 8    | スピンアウト    | 10       |          |
| Ret  | 19 | ミハエル・シューマッハ       | ベネトン・フォード       | 5    | スピンアウト    | 6        |          |
| Ret  | 28 | ジャン・アレジ               | フェラーリ               | 5    | クラッシュ      | 7        |          |
| Ret  | 34 | ニコラ・ラリーニ             | ランボ・ランボルギーニ   | 5    | スピンアウト    | 19       |          |
| Ret  | 25 | ティエリー・ブーツェン       | リジェ・ランボルギーニ   | 5    | クラッシュ      | 20       |          |
| Ret  | 3  | 中嶋悟                       | ティレル・ホンダ         | 4    | スピンアウト    | 24       |          |
| DNQ  | 30 | 鈴木亜久里                   | ローラ・フォード         |      |                 |          |          |
| DNQ  | 7  | マーティン・ブランドル       | ブラバム・ヤマハ         |      |                 |          |          |
| DNQ  | 35 | エリック・ヴァン・デ・ポール | ランボ・ランボルギーニ   |      |                 |          |          |
| DNQ  | 29 | ベルトラン・ガショー         | ローラ・フォード         |      |                 |          |          |
| DNPQ | 14 | ガブリエル・タルキーニ       | フォンドメタル・フォード |      |                 |          |          |
| DNPQ | 31 | 服部尚貴                     | コローニ・フォード       |      |                 |          |          |

- DNQは予選落ち、DNPQは予備予選落ち